# Octavian Popescu (futbolista nacido en 2002)
Octavian Popescu (Târgoviște, 27 de diciembre de 2002) es un futbolista rumano que juega en la demarcación de centrocampista para el FCSB de la Liga I.

## Selección nacional
Tras jugar en las categorías inferiores de la selección, finalmente hizo su debut con la selección absoluta de Rumania el 25 de marzo de 2022 contra Grecia en un partido amistoso que finalizó con un resultado de 0-1 a favor del combinado griego tras el gol de Andreas Bouchalakis.

## Clubes
| Club | País    | Año   | Partidos | Goles |
| ---- | ------- | ----- | -------- | ----- |
| FCSB | Rumania | 2020- | 183      | 25    |

## Palmarés

### Títulos nacionales
| Título               | Club | País    | Año  |
| -------------------- | ---- | ------- | ---- |
| Liga I               | FCSB | Rumania | 2024 |
| Supercopa de Rumania | FCSB | Rumania | 2024 |
| Liga I               | FCSB | Rumania | 2025 |